# Романовци
Романовци су насељено мјесто на подручју града Градишка, Република Српска, БиХ. Према попису становништва из 1991. у насељу је живјело 1.199 становника.

## Култура
Црква Светог Николе у Романовцима, налази се на источним падинама Козаре, двадесетак километара јужно од Градишке. Градитељске одлике Храма: правоугаоне основе, без олтарске аспиде, дужине око седам и по, ширина нешто већа од четири метра- указују да је брвнара подигнута у првој половини 18.вијека. Зид је од дебелих храстових дасака, под од набијене земље. Царске двери у Цркви су прилично оштећене. Лица насликаних светитеља су дугуљаста, инкарнат им је окер са ружичастим нагласцима, цртеж је сигуран, а фигуре добро пропорционисане. Натписи на дверима помињу седморо приложника. На основу два забиљежена датума - године 1812. урезане на довратнику и 1815. забиљежене на дверима, претпоставља се да је обнова Цркве вршена у 19.вијеку, када је Храм добио и поменуте двери.

## Становништво
| Националност       | 1991.          | 1981.          | 1971.          |
| Срби               | 1.100 (91,74%) | 1.141 (94,45%) | 1.144 (95,41%) |
| Хрвати             | 14 (1,16%)     | 20 (1,65%)     | 34 (2,83%)     |
| Муслимани          | 1 (0,08%)      | 1 (0,08%)      |                |
| Југословени        | 46 (3,83%)     | 38 (3,14%)     | 10 (0,83%)     |
| остали и непознато | 38 (3,16%)     | 8 (0,66%)      | 11 (0,91%)     |
| Укупно             | 1.199          | 1.208          | 1.199          |

| Демографија | Демографија | Демографија |
| Година      | Становника  | Становника  |
| ----------- | ----------- | ----------- |
| 1948.       | 3.436       |             |
| 1953.       | 4.760       |             |
| 1961.       | 1.317       |             |
| 1971.       | 1.199       |             |
| 1981.       | 1.208       |             |
| 1991.       | 1.195       |             |

## Знамените личности
- Радован Макић, гувернер Народне банке Југославије
- Драгољуб Мирјанић, доктор физике и биофизике и члан Академије наука и умјетности Републике Српске
- Стево Мирјанић, доктор пољопривредних наука и сенатор Републике Српске
- Анка Врањеш-Поповић, доктор пољопривредних наука
- Јово Тодоровић, доктор пољопривредних наука
- Вида Тодоровић, доктор пољопривредних наука
- Богдана Вујновић, доктор економских наука
- Жарко Саблић,организатор устанка 1941.године